# Tupaluoto
Tupaluoto med Mustakari, Vuorinainen och Vähä Mustakari är en ö i Finland. Den ligger i Skärgårdshavet och i kommunen Nystad i den ekonomiska regionen  Nystadsregionen i landskapet Egentliga Finland, i den sydvästra delen av landet. Ön ligger omkring 54 kilometer väster om Åbo och omkring 200 kilometer väster om Helsingfors.
Öns area är 51,7 hektar och dess största längd är 2,1 kilometer i nord-sydlig riktning. Ön höjer sig omkring 10 meter över havsytan. I omgivningarna runt Tupaluoto växer i huvudsak barrskog.

## Sammansmälta delöar
- Tupaluoto 60°39′18″N 21°21′22″Ö / 60.65512°N 21.35616°Ö
- Mustakari 60°39′30″N 21°21′26″Ö / 60.65842°N 21.35713°Ö
- Vuorinainen 60°39′50″N 21°21′18″Ö / 60.66378°N 21.35497°Ö
- Vähä Mustakari 60°39′38″N 21°21′35″Ö / 60.66049°N 21.35969°Ö

## Klimat
Inlandsklimat råder i trakten. Årsmedeltemperaturen i trakten är 2 °C. Den varmaste månaden är juli, då medeltemperaturen är 16 °C, och den kallaste är januari, med −10 °C.